# Lista de filmes originais Netflix (2019)
Netflix é um serviço de streaming over-the-top de vídeo sob demanda por assinatura global americano, que distribui uma série de programas originais, incluindo séries originais, especiais, minisséries, documentários e filmes. Os filmes originais Netflix incluem também conteúdo que foi exibido pela primeira vez nós cinemas em outros países ou exibido com exclusividade em outros territórios e é então descrito como conteúdo original da Netflix.

## Filmes
| Título original                          | Título no Brasil                         | Título em Portugal | Gênero                                     | Estreia            | Duração    | Idioma   |
| ---------------------------------------- | ---------------------------------------- | ------------------ | ------------------------------------------ | ------------------ | ---------- | -------- |
| Lionheart                                | Lionheart                                |                    | Comedy                                     | January 4, 2019    | 1 h 34 min | English  |
| The Last Laugh                           | A Última Gargalhada                      |                    | Comedy drama                               | January 11, 2019   | 1 h 38 min | English  |
| IO                                       | IO                                       |                    | Science fiction / Drama                    | January 18, 2019   | 1 h 36 min | English  |
| Soni                                     | Soni                                     |                    | Crime drama                                | January 18, 2019   | 1 h 37 min | Hindi    |
| Polar                                    | Polar                                    |                    | Action                                     | January 25, 2019   | 1 h 58 min | English  |
| Velvet Buzzsaw                           | Velvet Buzzsaw                           |                    | Thriller                                   | February 1, 2019   | 1 h 52 min | English  |
| High Flying Bird                         | High Flying Bird                         |                    | Sports-drama                               | February 8, 2019   | 1 h 30 min | English  |
| Firebrand                                | Firebrand                                |                    | Drama                                      | February 22, 2019  | 1 h 56 min | Marathi  |
| Paris Is Us                              | Pelas Ruas de París                      |                    | Romance drama                              | February 22, 2019  | 1 h 24 min | French   |
| Paddleton                                | Paddleton                                |                    | Drama-Comedy                               | February 22, 2019  | 1 h 29 min | English  |
| Walk. Ride. Rodeo.                       | Andar Montar Rodeio - Amberley           |                    | Drama                                      | March 8, 2019      | 1 h 39 min | English  |
| Juanita                                  | Juanita                                  |                    | Drama                                      | March 8, 2019      | 1 h 30 min | English  |
| Triple Frontier                          | Operação Fronteira                       |                    | Action-thriller                            | March 13, 2019     | 2 h 5 min  | English  |
| The Dirt                                 | The Dirt: Confissões do Mötley Crüe      |                    | Biopic                                     | March 22, 2019     | 1 h 48 min | English  |
| The Highwaymen                           | Estrada Sem Lei                          |                    | Crime drama                                | March 29, 2019     | 2 h 12 min | English  |
| 15 August                                | 15 de Agosto                             |                    | Comedy drama                               | March 29, 2019     | 2 h 4 min  | Marathi  |
| Unicorn Store                            | Loja de Unicórnios                       |                    | Comedy                                     | April 5, 2019      | 1 h 31 min | English  |
| Who Would You Take to a Deserted Island? | Quem Você Levaria para uma Ilha Deserta? |                    | Drama                                      | April 12, 2019     | 1 h 33 min | Spanish  |
| The Perfect Date                         | O Date Perfeito                          |                    | Romantic comedy                            | April 12, 2019     | 1 h 30 min | English  |
| Someone Great                            | Alguém Especial                          |                    | Romantic comedy                            | April 19, 2019     | 1 h 32 min | English  |
| Music Teacher                            | O Professor de Música                    |                    | Drama                                      | April 19, 2019     | 1 h 41 min | Hindi    |
| Despite Everything                       | O Outro Pai                              |                    | Comedy                                     | May 3, 2019        | 1 h 18 min | Spanish  |
| The Last Summer                          | Nosso Último Verão                       |                    | Romantic comedy                            | May 3, 2019        | 1 h 49 min | English  |
| Wine Country                             | Entre Vinho e Vinagre                    |                    | Comedy                                     | May 10, 2019       | 1 h 43 min | English  |
| Good Sam                                 | O Bom Saa                                |                    | Drama                                      | May 16, 2019       | 1 h 30 min | English  |
| See You Yesterday                        | A gente se vê ontem                      |                    | Science fiction                            | May 17, 2019       | 1 h 27 min | English  |
| Rim of the World                         | O Fim do Mundo                           |                    | Science fiction adventure                  | May 24, 2019       | 1 h 39 min | English  |
| The Perfection                           | The Perfection                           |                    | Horror-thriller                            | May 24, 2019       | 1 h 30 min | English  |
| Always Be My Maybe                       | Meu Eterno Talvez                        |                    | Romantic comedy                            | May 31, 2019       | 1 h 42 min | English  |
| Chopsticks                               | Um Trapaceiro do Bem                     |                    | Comedy                                     | May 31, 2019       | 1 h 40 min | Hindi    |
| Elisa & Marcela                          | Elisa Y Marcela                          |                    | Romance                                    | June 7, 2019       | 1 h 58 min | Spanish  |
| Murder Mystery                           | Mistério no Mediterrâneo                 |                    | Comedy mystery                             | June 14, 2019      | 1 h 37 min | English  |
| Beats                                    | Hip-hop Beats                            |                    | Drama                                      | June 19, 2019      | 1 h 50 min | English  |
| Point Blank                              | À Queima-Roupa                           |                    | Action                                     | July 12, 2019      | 1 h 26 min | English  |
| Secret Obsession                         | Obsessão Secreta                         |                    | Thriller                                   | July 18, 2019      | 1 h 37 min | English  |
| The Red Sea Diving Resort                | Missão no Mar Vermelho                   |                    | Spy thriller                               | July 31, 2019      | 2 h 10 min | English  |
| Otherhood                                | Mãe e muito mais                         |                    | Comedy                                     | August 2, 2019     | 1 h 40 min | English  |
| Jaoon Kahan Bata Ae Dil                  | Seguindo o Coração                       |                    | Drama                                      | August 9, 2019     | 1 h 46 min | Hindi    |
| Invader Zim: Enter the Florpus           | Invasor Zim e o Florpus                  |                    | Animation / Science fiction                | August 16, 2019    | 1 h 11 min | English  |
| Sextuplets                               | Seis Vezes Confusão                      |                    | Comedy                                     | August 16, 2019    | 1 h 39 min | English  |
| Falling Inn Love                         | Amor em Obras                            |                    | Romantic comedy                            | August 29, 2019    | 1 h 38 min | English  |
| Back to School                           | A Volta por Cima                         |                    | Comedy                                     | August 30, 2019    | 1 h 23 min | French   |
| Tall Girl                                | Crush à Altura                           |                    | Comedy drama                               | September 13, 2019 | 1 h 42 min | English  |
| Between Two Ferns: The Movie             | Between Two Ferns: O Filme               |                    | Comedy                                     | September 20, 2019 | 1 h 22 min | English  |
| In the Shadow of the Moon                | Sombra Lunar                             |                    | Thriller                                   | September 27, 2019 | 1 h 55 min | English  |
| In the Tall Grass                        | Campo do Medo                            |                    | Horror                                     | October 4, 2019    | 1 h 41 min | English  |
| El Camino: A Breaking Bad Movie          | El Camino: A Breaking Bad Film           |                    | Crime drama                                | October 11, 2019   | 2 h 2 min  | English  |
| Fractured                                | Fratura                                  |                    | Thriller                                   | October 11, 2019   | 1 h 40 min | English  |
| The Forest of Love                       | Floresta de Sangue                       |                    | Drama                                      | October 11, 2019   | 2 h 31 min | Japanese |
| Street Flow                              | Street Flow                              |                    | Drama                                      | October 12, 2019   | 1 h 36 min | French   |
| Eli                                      | Eli                                      |                    | Horror                                     | October 18, 2019   | 1 h 38 min | English  |
| Seventeen                                | Dezessete                                |                    | Coming-of-age comedy drama                 | October 18, 2019   | 1 h 39 min | Spanish  |
| The Laundromat                           | A Lavanderia                             |                    | Comedy drama                               | October 18, 2019   | 1 h 36 min | English  |
| Upstarts                                 |                                          |                    | Drama                                      | October 18, 2019   | 1 h 52 min | Hindi    |
| Dolemite Is My Name                      | Meu Nome é Dolemite                      |                    | Biopic                                     | October 25, 2019   | 1 h 58 min | English  |
| Rattlesnake                              | Cascavel                                 |                    | Horror                                     | October 25, 2019   | 1 h 25 min | English  |
| The King                                 | O Rei                                    |                    | Historical drama                           | November 1, 2019   | 2 h 20 min | English  |
| American Son                             |                                          |                    | Drama                                      | November 1, 2019   | 1 h 30 min | English  |
| Drive                                    |                                          |                    | Action                                     | November 1, 2019   | 1 h 59 min | Hindi    |
| Holiday in the Wild                      | Resgate do Coração                       |                    | Adventure-romance                          | November 1, 2019   | 1 h 26 min | English  |
| Let It Snow                              | Deixe a Neve Cair                        |                    | Romantic comedy                            | November 8, 2019   | 1 h 33 min | English  |
| Earthquake Bird                          | Pássaro do Oriente                       |                    | Mystery                                    | November 15, 2019  | 1 h 46 min | English  |
| House Arrest                             | Preso em Casa                            |                    | Comedy                                     | November 15, 2019  | 1 h 44 min | Hindi    |
| Klaus                                    | Klaus                                    |                    | Animation / Christmas / Comedy / Adventure | November 15, 2019  | 1 h 38 min | English  |
| The Knight Before Christmas              | Um Passado de Presente                   |                    | Romantic comedy                            | November 21, 2019  | 1 h 32 min | English  |
| The Irishman                             | O Irlandês                               |                    | Crime drama                                | November 27, 2019  | 3 h 29 min | English  |
| Holiday Rush                             | O Natal Está no Ar                       |                    | Family film                                | November 28, 2019  | 1 h 34 min | English  |
| Dead Kids                                | Dead Kids                                |                    | Thriller                                   | December 1, 2019   | 1 h 34 min | Filipino |
| A Christmas Prince: The Royal Baby       | O Príncipe do Natal: O Bebê Real         |                    | Romantic comedy                            | December 5, 2019   | 1 h 25 min | English  |
| Marriage Story                           | História de um Casamento                 |                    | Drama                                      | December 6, 2019   | 2 h 16 min | English  |
| 6 Underground                            | Esquadrão 6                              |                    | Action                                     | December 13, 2019  | 2 h 8 min  | English  |
| The Two Popes                            | Dois Papas                               |                    | Drama                                      | December 20, 2019  | 2 h 5 min  | English  |
| Como caído del cielo                     | Caído do Céu                             |                    | Musical comedy                             | December 24, 2019  | 1 h 57 min | Spanish  |
| The App                                  | O Aplicativo                             |                    | Science fiction / Drama                    | December 26, 2019  | 1 h 19 min | Italian  |

## Documentários
| Título original                                             | Título no Brasil | Título em Portugal | Estreia            | Duração    | Idioma     |
| ----------------------------------------------------------- | ---------------- | ------------------ | ------------------ | ---------- | ---------- |
| ReMastered: Massacre at the Stadium                         |                  |                    | January 11, 2019   | 1 h 4 min  | English    |
| Fyre: The Greatest Party That Never Happened                |                  |                    | January 18, 2019   | 1 h 37 min | English    |
| ReMastered: The Two Killings of Sam Cooke                   |                  |                    | February 8, 2019   | 1 h 4 min  | English    |
| Period. End of Sentence.                                    |                  |                    | February 12, 2019  | 26 min     | Hindi      |
| Antoine Griezmann: The Making of a Legend                   |                  |                    | March 21, 2019     | 1 hour     | French     |
| ReMastered: The Miami Showband Massacre                     |                  |                    | March 22, 2019     | 1 h 10 min | English    |
| The Legend of Cocaine Island                                |                  |                    | March 29, 2019     | 1 h 27 min | English    |
| Homecoming: A Film by Beyoncé                               |                  |                    | April 17, 2019     | 2 h 17 min | English    |
| Brené Brown: The Call to Courage                            |                  |                    | April 19, 2019     | 1 h 16 min | English    |
| Grass Is Greener                                            |                  |                    | April 20, 2019     | 1 h 37 min | English    |
| ReMastered: Devil at the Crossroads                         |                  |                    | April 26, 2019     | 48 min     | English    |
| Knock Down the House                                        |                  |                    | May 1, 2019        | 1 h 27 min | English    |
| All in My Family                                            |                  |                    | May 3, 2019        | 39 min     | English    |
| ReMastered: The Lion's Share                                |                  |                    | May 17, 2019       | 1 h 24 min | English    |
| A Tale of Two Kitchens                                      |                  |                    | May 22, 2019       | 30 min     | Spanish    |
| After Maria                                                 |                  |                    | May 24, 2019       | 37 min     | Spanish    |
| The Black Godfather                                         |                  |                    | June 7, 2019       | 1 h 58 min | English    |
| Rolling Thunder Revue: A Bob Dylan Story by Martin Scorsese |                  |                    | June 12, 2019      | 2 h 22 min | English    |
| Life Overtakes Me                                           |                  |                    | June 14, 2019      | 40 min     | English    |
| The Edge of Democracy                                       |                  |                    | June 19, 2019      | 2 h 1 min  | Portuguese |
| Parchis: The Documentary                                    |                  |                    | July 10, 2019      | 1 h 46 min | Spanish    |
| The Great Hack                                              |                  |                    | July 24, 2019      | 1 h 54 min | English    |
| Enter the Anime                                             |                  |                    | August 5, 2019     | 58 min     | English    |
| American Factory                                            |                  |                    | August 21, 2019    | 1 h 50 min | English    |
| Travis Scott: Look Mom I Can Fly                            |                  |                    | August 28, 2019    | 1 h 25 min | English    |
| Evelyn                                                      |                  |                    | September 10, 2019 | 1 h 36 min | English    |
| Hello, Privilege. It's Me, Chelsea                          |                  |                    | September 13, 2019 | 1 h 4 min  | English    |
| Los Tigres del Norte at Folsom Prison                       |                  |                    | September 15, 2019 | 1 h 4 min  | Spanish    |
| Birders                                                     |                  |                    | September 25, 2019 | 37 min     | Spanish    |
| Ghosts of Sugar Land                                        |                  |                    | October 16, 2019   | 21 min     | English    |
| Tell Me Who I Am                                            |                  |                    | October 18, 2019   | 1 h 25 min | English    |
| Dancing with the Birds                                      |                  |                    | October 23, 2019   | 51 min     | English    |
| It Takes a Lunatic                                          |                  |                    | October 25, 2019   | 2 h 6 min  | English    |
| A 3 Minute Hug                                              |                  |                    | October 28, 2019   | 28 min     | Spanish    |
| Little Miss Sumo                                            |                  |                    | October 28, 2019   | 19 min     | Japanese   |
| Fire in Paradise                                            |                  |                    | November 1, 2019   | 39 min     | English    |
| Bikram: Yogi, Guru, Predator                                |                  |                    | November 20, 2019  | 1 h 26 min | English    |
| Lorena, Light-Footed Woman                                  |                  |                    | November 20, 2019  | 28 min     | Spanish    |
| After the Raid                                              |                  |                    | December 19, 2019  | 25 min     | Spanish    |
| El Pepe: A Supreme Life                                     |                  |                    | December 27, 2019  | 1 h 13 min | Spanish    |

## Especiais
Esses programas são eventos originais únicos ou conteúdo suplementar relacionado a filmes originais.
| Título original                                                       | Título no Brasil | Título em Portugal | Gênero                | Estreia            | Duração    | Idioma     |
| --------------------------------------------------------------------- | ---------------- | ------------------ | --------------------- | ------------------ | ---------- | ---------- |
| Kevin Hart's Guide to Black History                                   |                  |                    | Variety show          | February 8, 2019   | 1 h 3 min  | English    |
| Still Laugh-In: The Stars Celebrate                                   |                  |                    | Variety show          | May 14, 2019       | 1 h        | English    |
| The Lonely Island Presents: The Unauthorized Bash Brothers Experience |                  |                    | Comedy / Musical      | May 23, 2019       | 30 min     | English    |
| Anima                                                                 |                  |                    | Musical / Short       | June 27, 2019      | 15 min     | English    |
| Frankenstein's Monster's Monster, Frankenstein                        |                  |                    | Mockumentary          | July 16, 2019      | 32 min     | English    |
| Rocko's Modern Life: Static Cling                                     |                  |                    | Animation / Comedy    | August 9, 2019     | 45 min     | English    |
| American Factory: A Conversation with the Obamas                      |                  |                    | Aftershow / Interview | August 21, 2019    | 10 min     | English    |
| Sturgill Simpson Presents: Sound & Fury                               |                  |                    | Animation / Musical   | September 27, 2019 | 41 min     | English    |
| The Road to El Camino: A Breaking Bad Movie                           |                  |                    | Making-of             | October 29, 2019   | 13 min     | English    |
| The Irishman: In Conversation                                         |                  |                    | Aftershow / Interview | November 27, 2019  | 23 min     | English    |
| Porta dos Fundos: The First Temptation of Christ                      |                  |                    | Comedy                | December 3, 2019   | 46 min     | Portuguese |
| John Mulaney & the Sack Lunch Bunch                                   |                  |                    | Variety show          | December 24, 2019  | 1 h 10 min | English    |